# Aloe viguieri
Aloe viguieri är en grästrädsväxtart som beskrevs av Joseph Marie Henry Alfred Perrier de la Bâthie. Aloe viguieri ingår i släktet Aloe och familjen grästrädsväxter. Inga underarter finns listade i Catalogue of Life.

## Bildgalleri

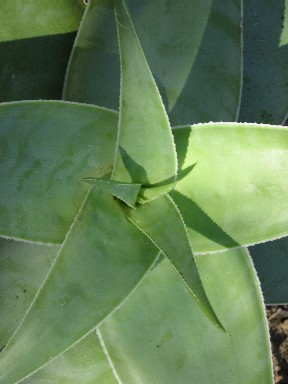